# Стрий Авто А075
Стрий Авто A075— автобус середнього класу українського виробництва, що випускався ВАТ «Стрий Авто» на шасі вантажівки ЗІЛ-5301 «Бичок». 

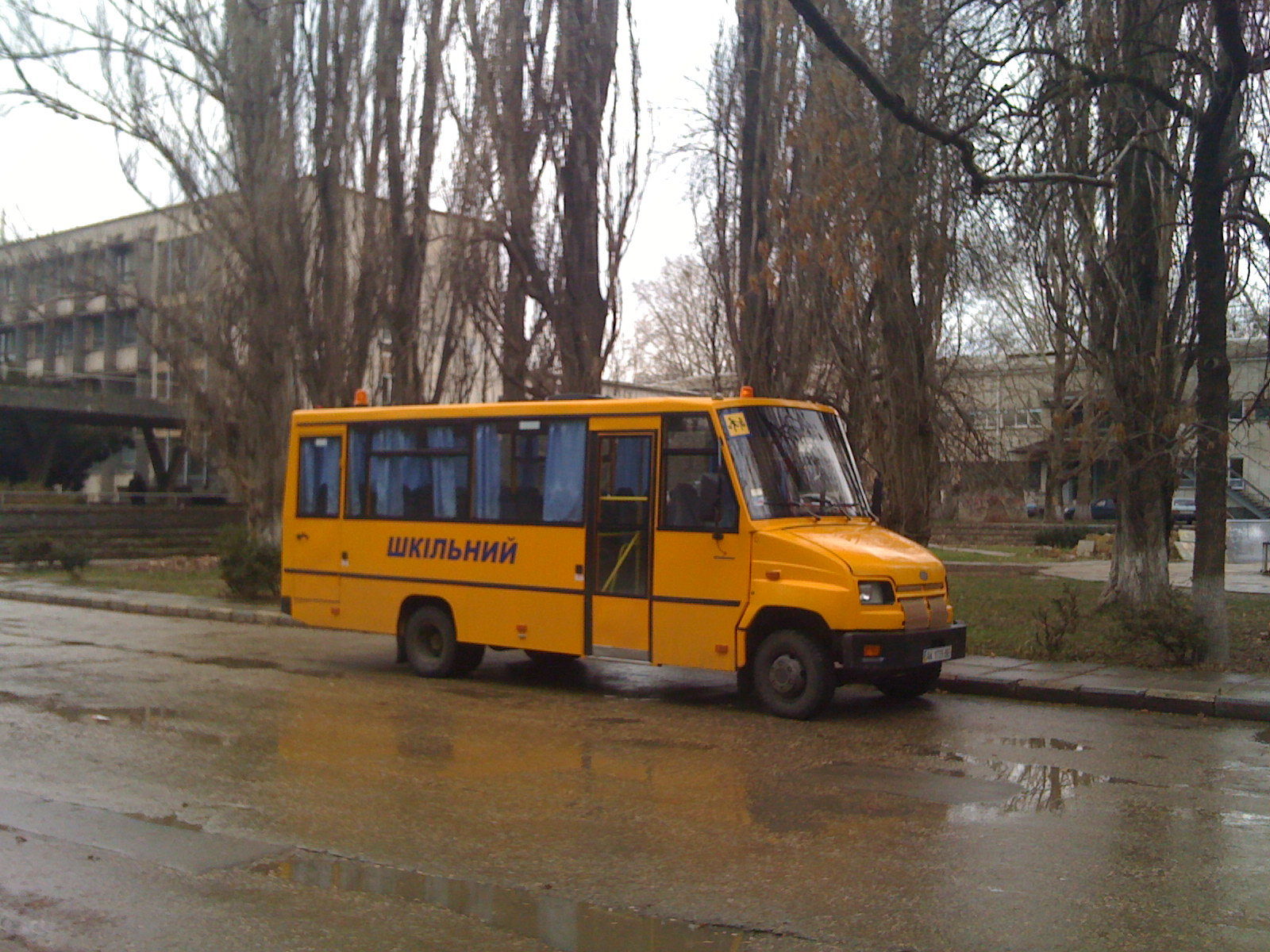
Шкільний автобус на шасі Стрий Авто А075, 2009 р.

На автобус встановлений дизельний двигун Д-245.12С виробництва Мінського моторного заводу потужністю 110 к.с. (80 кВт) при 2400 об/хв або ММЗ 245.9Е2 136 к.с. (100 кВт). Під замовлення на автобус може встановлюватися потужний двигун Caterpillar −3054 з турбонаддувом.
Транспортні засоби здатні розвивати швидкість до 95 км/год. Трансмісія — механічна, з сухим однодисковим зчепленням і ручною 5-ти ступінчастою коробкою передач. Кузов — зварний, суцільнометалевий, дводверний, полукапотного компонування.
Автобус А-075 розрахований на роботу в режимі маршрутного таксі на приміських та міських маршрутах або спеціалізовані перевезення пасажирів (шкільний варіант). Гальмівні механізми передніх коліс — дискові, задніх — барабанні з двома внутрішніми колодками. Рульове керування рейкове з гідропідсилювачем.
На заміну йому прийшов Стрий Авто А0756.

## Модифікації
- Стрий Авто A075 - міський автобус, базова модель.
- Стрий Авто A0752 - міжміський і приміський автобуси.
- Стрий Авто A0754 - міський автобус (виготовлено 7 автобусів).
- Стрий Авто A0755 «Шкільний» - приміський автобус призначений для перевезення дітей (виготовлено 67 автобусів).

## Конкуренти
- БАЗ А079
- ЗАЗ А07А
- Богдан А092